# Isla Los Venados (Venezuela)
Isla Venados, o también llamada Isla Los Venados es el nombre que recibe una isla del Mar Caribe o Mar de las Antillas que se encuentra protegida por ser parte del Parque nacional Mochima, al oriente de Venezuela. Administrativamente hace parte del estado venezolano de Sucre, ubicándose al oeste de esa entidad federal en las coordenadas geográficas 10°36′N 64°38′O / 10.600, -64.633, al este de las Islas Caracas y las Islas Picudas, al noroeste de la Península de Manare y al norte de la península de Santa Fe.